# François Pétis de la Croix (Orientalist, 1653)
François Pétis de la Croix (* 1653 in Paris; † 4. Dezember 1713 ebenda) war ein französischer Orientalist.
Als Sohn des älteren François Pétis de la Croix (1622–1695), eines arabischen Übersetzers am französischen Hof, geboren, erbte de la Croix dieses Amt beim Tod seines Vaters 1695 und gab es später an seinen eigenen Sohn Alexandre-Louis-Marie weiter, der sich ebenfalls in orientalischen Studien auszeichnete. In frühem Alter wurde Pétis de la Croix von Colbert in den Orient geschickt; zehn Jahre verbrachte er in Syrien, Persien und dem Osmanischen Reich. Er beherrschte Arabisch, Persisch und Türkisch und sammelte reichhaltige Materialien für seine zukünftigen Schriften.
Er diente kurz als Sekretär des französischen Botschafters in Marokko und war bei den nach Algerien geschickten französischen Streitkräften Übersetzer. Er trug zum Friedensvertrag bei, der von ihm auf Türkisch abgefasst und 1684 ratifiziert wurde. Er führte die Verhandlungen mit Tunis und Tripolis 1685 und in Marokko 1687. Eifer, Taktgefühl und das linguistische Wissen, welche er in diesen und anderen Geschäften mit orientalischen Höfen zeigte, wurden schließlich 1692 durch seine Berufung an den arabischen Lehrstuhl am Collège Royal de France belohnt, den er bis zu seinem Tode innehatte.
François Pétis de la Croix veröffentlichte Contes turcs (Paris, 1707), Les Mille et un jours (fünf Bände, Paris, 1710–1712); ein armenisches Wörterbuch und einen Bericht über Äthiopien. Aber das bleibende Monument seines literarischen Ruhms ist seine exzellente französische Version von Sharafuddin Ali Yazdis Zafar Nama oder Histoire de Timur Bec (von 828 A.H.; AD 1425), eine Biographie Timur Lenks, die postum veröffentlicht wurde (vier Bände, Paris, 1722). Dieses Werk, ein seltenes Beispiel kritischer persischer Geschichte, wurde unter der Federführung des Sultans Mirza Ibrahim erarbeitet, dem Sohn Schah Rukhs und Enkel des großen Timurs. 
Der einzige Fehler in seiner ansonsten einwandfreien Übersetzung ist, dass er irrtümlicherweise den wichtigen Anteil, den Sultan Ibrahim an der Zafar Nama hatte, Timur selbst zuschreibt.